# Norman Ross
Norman Ross (n. 2 mai 1896, Portland, Oregon, SUA – d. 19 iunie 1953, Evanston, Illinois, SUA) a fost un înotător ce a reprezentat Statele Unite ale Americii, medaliat olimpic. A participat la o ediție a Jocurilor Olimpice (1920) în care a câștigat 4 medalii de aur.